# Nature morte aux fleurs et aux coupes
Nature morte aux fleurs et aux coupes est un tableau peint à l'huile en 1612 par l'artiste flamande Clara Peeters. Il montre des fleurs dans un vase, deux coupes, des pièces de monnaie, des coquillages, une chaîne et un bol,. La peinture est de style baroque. Il fait partie de la collection de la Staatliche Kunsthalle de Karlsruhe.

## Description
Le tableau est orienté verticalement. Les éléments de la composition ont été placés sur une table en bois sur un fond sombre. Dans la partie centrale du tableau se trouve une coupe à boire de type hanap. Elle est richement décorée d'éléments floraux et sur son sommet se trouve la figure d'un guerrier casqué armé d'une lance et d'un bouclier. À gauche de ce hanap se trouve un vase en pierre avec des sculptures en forme de médaillon, qui pourrait être chinois. On y trouve des fleurs colorées, parmi lesquelles on reconnaît des tulipes, des anémones et des fritillaires. Une tulipe est tombée sur la table. À droite et plus en arrière se trouve une deuxième coupe, avec également à son sommet la figure d'un homme avec un casque sur la tête, armé d'un bouclier et d'une hallebarde. Les deux coupes sont richement décorées et probablement en argent doré. Sur le bord de la table, il y a des pièces d'or et des coquillages colorés et exotiques comme on peut en trouver dans les mers du Sud. Au milieu de la composition se trouve un bol en porcelaine avec une chaîne dorée aux maillons épais dont une partie pend librement sur la table.

## Interprétation
Les objets présentés symbolisent les traits et les valeurs caractéristiques de l'époque et du lieu de la vie de l'artiste : la Flandre du XVIIe siècle. Dans le tableau, on peut également trouver des symboles religieux faisant référence au christianisme et une allégorie de la permanence et de l'éphémère,.
Des coupes d'apparat, à fruits ou à boire, étaient souvent présentes dans les natures mortes de la peinture flamande du XVIIe siècle. Faites de matériaux précieux, finement décorées, elles symbolisaient l'abondance et la richesse. Elles rehaussaient le prestige de la maison et témoignaient de la richesse du propriétaire. Leur symbolisme faisait aussi souvent référence au christianisme, se référant au sacrement de l'Eucharistie et au sens de la Passion du Christ. Le symbolisme religieux est également visible dans la forme de la deuxième coupe : sa partie supérieure est faite d'une manière rappelant une fleur d'ancolie, qui, au Moyen Âge, était un symbole de salut et de fertilité.
Sept reflets miniatures d'un visage humain peuvent être vus sur les bosselures de cette coupe : c'est un autoportrait de Clara Peeters reproduit sur la surface brillante du métal,,. Ce n'est pas le seul tableau de cette artiste utilisant un tel procédé,,.
Tous les récipients visibles sur le tableau ont été présentés avec un soin et une attention particulière aux détails, ainsi qu'en mettant l'accent sur la nature du matériau à partir duquel ils ont été fabriqués,. Il est à noter que le feu est un ingrédient essentiel dans le processus de production de tous les récipients visibles dans le tableau. L'interprétation peut donc être que le peintre dans sa peinture a fait une présentation allégorique des réalisations des Flamands dans le domaine de l'artisanat, de l'art et de l'histoire. Les pièces de monnaie du tableau peuvent faire référence à leurs relations commerciales étendues, et les tulipes peuvent faire référence à la popularité et à la valeur élevée de ces fleurs aux Pays-Bas à cette époque.
Les coquillages colorés et exotiques que l'on voit sur l'image proviennent probablement de régions comme l'océan Pacifique. L'interprétation qui vient à l'esprit est peut-être que l'artiste a voulu souligner l'importance du lien de ses compatriotes avec la mer et l'artisanat de la voile.
La présence de coquillages et de fleurs dans le tableau indique une autre possibilité d'interprétation du tableau : le symbolisme associé au temps qui passe et à la fragilité de la vie, tout en soulignant la beauté et la richesse des dons de la nature.